# Eudaphisia albonotata
Eudaphisia albonotata là một loài bọ cánh cứng trong họ Cerambycidae.